# Coin-sur-Seille
Coin-sur-Seille è un comune francese di 299 abitanti situato nel dipartimento della Mosella nella regione del Grand Est.

## Società

### Evoluzione demografica
Abitanti censiti